# Ute Park (Nuevo México)
Ute Park es un lugar designado por el censo ubicado en el condado de Colfax en el estado estadounidense de Nuevo México. En el Censo de 2010 tenía una población de 71 habitantes y una densidad poblacional de 8,07 personas por km².

## Geografía
Ute Park se encuentra ubicado en las coordenadas 36°32′48″N 105°6′14″O / 36.54667, -105.10389. Según la Oficina del Censo de los Estados Unidos, Ute Park tiene una superficie total de 8.79 km², de la cual 8.79 km² corresponden a tierra firme y (0%) 0 km² es agua.

## Demografía
Según el censo de 2010, había 71 personas residiendo en Ute Park. La densidad de población era de 8,07 hab./km². De los 71 habitantes, Ute Park estaba compuesto por el 84.51% blancos, el 0% eran afroamericanos, el 1.41% eran amerindios, el 0% eran asiáticos, el 0% eran isleños del Pacífico, el 9.86% eran de otras razas y el 4.23% pertenecían a dos o más razas. Del total de la población el 26.76% eran hispanos o latinos de cualquier raza.